# Nyctibora fictor
Nyctibora fictor es una especie de cucaracha del género Nyctibora, familia Ectobiidae. Fue descrita científicamente por Rehn en 1928.
Habita en Brasil.